# Amalia Galárraga
Amalia Galárraga Azcarrunz (San Sebastián, c. 1885-Madrid, 28 de septiembre de 1971) fue una maestra y feminista española. Fue una de las fundadoras del Lyceum Club de Madrid, y tesorera del Comité Ejecutivo.

## Biografía
Existen muy pocos datos publicados sobre su vida, aunque se sabe que era buena amiga de Carmen Baroja y Nessi, razón por la cual esta ayudó, junto con su cuñada Carmen Monné, a financiar la asociación.
A instancias de Ernesto Giménez Caballero, escribió una crónica dedicada a su marido, el escritor y periodista José María Salaverría, publicada el 15 de diciembre de 1928 en el nº 48 de La Gaceta Literaria, con el título "Los escritores vistos por su mujer. José María Salaverría".
A principios de 1930 participó en la fundación de la Liga Femenina Española por la Paz, fruto del congreso de asociaciones pro Sociedad de Naciones, en el que la Liga quedó integrada. Esta liga estaba formada fundamentalmente por un grupo de mujeres pacifistas, que en su mayoría eran, también, socias del Lyceum Club, como Amalia Galárraga.
Fruto de su matrimonio con Salaverría, nacieron dos hijas: Margarita (la primera diplomática de carrera en España, nacida en Buenos Aires en 1911 y fallecida en Madrid en diciembre de 2000) y Carmen.
Falleció en Madrid, el 28 de septiembre de 1971 a los 86 años, aunque estaba afincada en San Sebastián, su ciudad natal, desde que se quedó viuda. Está enterrada en el cementerio de Polloe, donde también está su marido.